# Mémorial des guerres en Indochine
Le mémorial des guerres en Indochine est situé sur le territoire de la commune de Fréjus, secteur Gallieni, dans le département du Var, en région Provence-Alpes-Côte d'Azur. Il est inauguré le 16 février 1993 par François Mitterrand, président de la République française. Les corps reposant dans la nécropole nationale de Fréjus sont ceux de militaires « Morts pour la France » décédés soit entre 1940 et 1945, soit, majoritairement, entre 1946 et 1954.

## Historique
Les accords franco-vietnamiens du 2 août 1986 prévoyaient le rapatriement en France de 27 000 corps de militaires et de civils. La ville de Fréjus se proposa d'accueillir le mémorial des guerres en Indochine sur le site de l'ancien camp militaire Gallieni, où avaient notamment séjourné des tirailleurs indochinois pendant la Première Guerre mondiale (au sein du centre de transit des troupes indigènes coloniales), et où figurait déjà un premier monument commémoratif des guerres d'Indochine élevé en 1983. Le mémorial fut inauguré le 16 février 1993 par François Mitterrand, président de la République française.

## Le mémorial
Œuvre de l'architecte Bernard Desmoulin, le mémorial est implanté sur un terrain de 23 403 m2, s'inscrivant dans une promenade circulaire de 110 mètres de diamètre, construite en béton et reposant sur pilotis. Le cercle reprend le thème du périple et symbolise à la fois l'enceinte militaire héritière du cercle spirituel des tribus.
Un mur du souvenir a été érigé et un jardin du souvenir aménagé. Un espace cultuel, inauguré en 1996, permet l'organisation de cérémonies pour quatre religions : christianisme, islam, bouddhisme et judaïsme.
Le mémorial est contigu à une pagode bouddhiste.

### Le mur du Souvenir
Sur un mur de 64 mètres de longueur qui traverse le bâtiment principal sont inscrits, sur 438 plaques, de part et d'autre d'une carte d'Indochine en bronze (ultime rappel de ces terres lointaines), 34 935 noms de soldats morts au cours des guerres d'Indochine dont les corps ne reposent pas à Fréjus (disparus, restés sur place ou rendus aux familles) en métropole.
Les noms inscrits sont classés par année de décès puis dans l'ordre alphabétique.

## La nécropole nationale
La nécropole est organisée sur deux niveaux, au pied de la promenade circulaire :
- le niveau inférieur est consacré aux morts provenant du Sud-Vietnam ;
- le niveau supérieur est consacré aux morts provenant du Nord-Vietnam.

Des rangs d’alvéoles abritent les ossements des 17 188 militaires identifiés et rapatriés depuis le Vietnam entre les mois d'octobre 1986 et d'octobre 1987. S’y ajoutent 62 corps de militaires provenant de la nécropole de Luynes où ils avaient été inhumés antérieurement à 1975. 
Les corps reposant dans la nécropole de Fréjus sont ceux de militaires « Morts pour la France » décédés soit entre 1940 et 1945, soit, majoritairement, entre 1946 et 1954.
Par ailleurs, dans la crypte du mémorial, 3 152 victimes inconnues reposent dans un ossuaire.
À titre exceptionnel – les nécropoles nationales étant légalement réservés aux seuls militaires « Morts pour la France » en temps de guerre – 3 515 civils, dont 25 non identifiés, ont également été inhumés sur le site, dans un columbarium édifié sous la partie nord-ouest de la circulation périphérique.

## Journée nationale d'hommage aux morts pour la France en Indochine
Le 8 juin 2005, pour la première fois, partout en France, fut célébrée la journée nationale d'hommage aux morts pour la France en Indochine.
Au cours de la cérémonie officielle célébrée dans la Cour d'Honneur des Invalides, Michèle Alliot-Marie, ministre de la Défense prononça le discours suivant :
« Il y a 51 ans, les armes se taisaient en Indochine.

Ce silence clôturait un siècle d'épopée française en Extrême-Orient.

Il mettait un terme douloureux à une guerre de huit ans commencée au lendemain de la cruelle occupation japonaise.

Loin de leurs foyers, sur des terrains inhospitaliers, face à un adversaire insaisissable, valeureux et sans cesse mieux armés, les combattants du corps expéditionnaire français ont lutté inlassablement, avec une foi, une ardeur, un courage et un dévouement qui forcent l'admiration et imposent le respect.

Leur sacrifice fut immense.

Leur tribut fut celui de la souffrance, du sang, et de la mort.

De 1945 à 1954, près de 100 000 soldats de l'Union française sont tombés en Indochine. Plus de 76 000 ont été blessés. 40 000 ont été faits prisonniers. Parmi eux, 30 000 ne sont jamais revenus.

L'éclat de leur bravoure, le panache de leur engagement ne rencontreront trop souvent, en métropole, que l'indifférence ou l'hostilité de leurs concitoyens.

Tous ces combattants ont lutté, ont souffert, sont morts, avec, sans doute, le sentiment amer de l'abandon, la blessure ultime de l'ingratitude.

Ne les oublions pas.

Parachutistes, légionnaires, coloniaux, tirailleurs, métropolitains, gendarmes, marins, aviateurs, médecins et infirmières : ils venaient de France, d'Europe, d'Afrique du Nord ou d'Afrique noire.

Leurs frères d'armes vietnamiens se battaient pour leur terre, pour leur liberté, par fidélité.

Ils étaient jeunes.

Ils sont morts au détour d'une piste, dans la boue d'une rizière, dans un camp de prisonniers.

Aujourd'hui, pour la première fois, la Nation rend officiellement un hommage solennel à nos combattants d'Indochine.

La France n'oublie pas.

À cette occasion, nous nous recueillons devant la dépouille d'un de ces combattants.

Il est tombé là-bas, il y a plus de 50 ans, quelque part au bord de la Nam Youn, dans la plaine de Ðiện Biên Phủ, ultime théâtre de ce drame dont la grandeur nous dépasse.

À travers lui, c'est à l'ensemble de ses camarades que nous rendons hommage.

Que les combats de nos soldats en Indochine puissent rester gravés à jamais dans la mémoire du peuple français.

Leurs actions héroïques étaient l'aboutissement d'une certaine conception du monde, dont les principes ont pour nom liberté, justice et démocratie.

Aujourd'hui, dans ces pays, après de longues années de nouvelles souffrances, la guerre appartient désormais à l'Histoire.

De nouvelles pages de paix, de coopération et d'amitié ont été écrites et s'écriront encore.

Dans un monde incertain, où la paix n'est jamais acquise, que le souvenir des exploits de nos combattants, que la force des valeurs qu'ils ont illustrées, nous aident à rester debout, en hommes libres, vigilants et déterminés.

Honneur aux combattants d'Indochine ! »

## Soldats morts en Indochine
Quelques-uns des noms de soldats morts au cours des Guerres d'Indochine figurent ci-dessous classés par régiments d'appartenance.

### Régiment d'infanterie-chars de marine
- 1er classe Legay Yvon du R.I.C.M :
  - né le 20 février 1922 à Notre-Dame-de-Gravenchon
  - domicilié à Saint-Sauveur-de-Carrouges
  - mort le 29 août 1950 à Pont Lam-ha, province de Kien-An (Tonkin).
  - inscrit sur le mur du souvenir de Fréjus.
- Lieutenant Sallantin Dominique du R.I.C.M : 
  - né le 5 novembre 1925 à Alençon
  - domicilié à Moulins
  - mort le 3 avril 1952 à Bang Trach (nord Vietnam)
  - citation à l'ordre de la brigade
  - citation à l'ordre de la division (3 octobre 1949)
  - Ordre national de la Légion d'honneur au grade de chevalier (5 mars 1958)
  - Croix de guerre des TOE avec étoile de bronze et étoile d'argent
  - Médaille coloniale avec agrafe "extrême-Orient"
  - Médaille commémorative de la guerre 1939-1945 avec agrafe "Libération" et "Allemagne".
  - inscrit sur le mur du souvenir à Fréjus.

### 2erégiment de parachutistes d'infanterie de marine
- caporal-chef Lefebvre Claude au 2eBataillon colonial de commandos parachutistes :
  - né le 6 août 1928 à Maubeuge (Nord)
  - domicilié à Alençon
  - mort le 25 février 1948 au cours d'un combat dans un village de Than-Phu, dans la province de Longxuyên (Cochinchine).
  - Concession de la Médaille militaire (16 juillet 1948) de la Croix de guerre des TOE avec palme
  - inscrit sur le mur du souvenir à Fréjus.
- 1er classe Thédule Victor au 2eBataillon colonial de commandos parachutistes :
  - né le 17 août 1928 à Urou-et-Crennes dans l'Orne
  - domicilié au Mans
  - mort le 20 mai 1949 dans le secteur de Mytho (Cochinchine)
  - citation à l'ordre du corps d'armée (20 août 1949) de la Croix de guerre des TOE avec étoile de vermeil (20 août 1949) de la Médaille militaire (20 novembre 1951)
  - inscrit sur le mur du souvenir à Fréjus.

### 3erégiment de parachutistes d'infanterie de marine
- Caporal-chef Letreut Marcel du 3e bataillon de commandos coloniaux parachutistes (3e BCCP) :
  - né le 20 novembre 1927 à Caen
  - domicilié à Écouché
  - fait prisonnier dans la région de That Khe du Tonkin le 15 octobre 1950
  - décédé juin ou juillet 1951
  - Deux citations à l'ordre de la brigade (2 avril 1949 et 2 mars 1950), de la Médaille coloniale avec agrafe « Extrême-Orient » de la Croix de guerre des TOE avec étoile bronze.
  - inscrit sur le mur du souvenir à Fréjus.
- « Accroché le 30 novembre 1949 à La-Tien, a réagi immédiatement à la tête de son Stik. Le 3 janvier 1950, au cours d'un fort accrochage avec une compagnie de rebelle, a foncé à la tête de ses hommes, tuant et blessant de nombreux Việt Minh, récupérant des armes et des grenades ». Chacune de ses citations comporte l'attribution de la Croix de guerre T.O.E avec étoile de bronze.
- Le 2e classe Autret Jean Louis, du 3e bataillon de commandos coloniaux parachutistes (3e BCCP) :
  - né le 25 juin 1929 à Plouguerneau
  - porté disparu le 15 octobre 1950 sur rapport circonstancié du chef d'escadron Decorse du 23 octobre 1950.
  - parachuté le 8 octobre 1950 dans la région de That Khe et a disparu avec son unité
  - décédé en captivité au camp no 2 de Cao Bang le 9 août 1951. Ces renseignements ont été portés le 26 janvier 1952 sur un rectificatif à L’État Nominatif de Perte signé par le chef d'escadron Bertrand, commandant le centre administratif d'Extrême-Orient.
  - Inscrit sur le mur du souvenir à Fréjus et sur le monument aux morts de Plouguerneau.

### 6erégiment de parachutistes d'infanterie de marine
- Marsouin parachutiste Fouquerant Pierre, du 6e bataillon parachutistes coloniaux :
  - né le 10 octobre 1930 à La Lande-Saint-Siméon
  - domicilié à Ménil-Hubert-sur-Orne
  - tué au combat le 6 mai 1954 à Dien-Bien-Phu au cours de la prise du poste Eliane 10
  - inscrit sur le monument du souvenir de Fréjus.
  - Médaille coloniale avec agrafe « Extrême-Orient »
  - Médaille commémorative de la campagne d'Indochine
  - Médaille militaire comportant l'attribution de la Croix de guerre des Théâtres d'opérations extérieurs avec palme (23 décembre 1958).
  - Soldat d'élite qui fait honneur aux troupes aéroportées d'Indochine.
- Caporal-Chef Eglemme Claude, du 6e bataillon de parachutistes coloniaux :né le 5 mai 1932 à Laval-de-Cère,
  - mort pour la France en captivité en juillet 1954 après la défaite de Dien Bien Phu
  - inscrit sur le monument du souvenir de Fréjus
  - Médaille militaire à titre posthume
  - Croix de guerre des théâtres d'opérations extérieures, avec palme et étoiles
  - Médaille coloniale avec agrafe « Extrême-Orient »
  - Médaille des blessés
  - Médaille commémorative de la campagne d'Indochine

### 8erégiment de parachutistes d'infanterie de marine
- Sergent Lenoble Charley, du 8e bataillon parachutiste de choc :
  - né le 14 décembre 1927 à Saint-Evroult-Notre-Dame-du-Bois
  - domicilié au Mans
  - tué au combat le 25 avril 1954 à Dien-Bien-Phu
  - citation à l'ordre du régiment (23 février 1949)
  - citation à l'ordre de la brigade (29 septembre 1951)
  - citation à l'ordre du corps-d'armée (11 mai 1954)
  - La Croix de guerre des Théâtres d'opérations extérieurs
  - la Médaille coloniale avec agrafe « Extrême-Orient » (5 août 1946)
  - Médaille commémorative de la campagne d'Indochine (1er août 1953)
  - la Médaille militaire comportant l'attribution de Croix de guerre des Théâtres d'opérations extérieurs avec palme.
  - inscrit sur le mur du souvenir de Fréjus.

### 11erégiment d'infanterie coloniale
- Sous-lieutenant Cordier Jean-Pierre du 11e R.I.C : 
  - né le 8 mai 1927 à Alençon
  - domicilié à Alençon
  - mort le 26 avril 1951 près du village de My-Duc-Tay, dans la plaine des joncs, province de Mytho, (Cochinchine)
  - la Croix de guerre des TOE avec étoile d'argent
  - la Médaille coloniale avec agrafe « Extrême-Orient » (15 novembre 1950)
  - la Légion d'honneur à titre posthume
  - inscrit sur le mur du souvenir à Fréjus, puis au monument aux morts d'Alençon.

### 1errégiment de chasseurs parachutistes
- Le chasseur parachutiste Fleury Jacques, du 2e bataillon du 1er régiment de chasseurs parachutistes : 
  - né le 6 février 1933 à Nocé
  - domicilié à Bernay
  - tué au combat le 11 avril 1954 à Dien-Bien-Phu
  - inscrit sur le mur du souvenir à Fréjus.
  - Concession de la Médaille militaire comportant Croix de guerre des Théâtres d'opérations extérieurs avec palme.
- 1er classe Ravalet Lucien, de la 1re demi-brigade coloniale de commandos parachutistes : 
  - né le 22 septembre 1933 à Flers
  - domicilié à Douai
  - affecté au 1er régiment de chasseurs parachutistes
  - tué au combat le 11 avril 1954 à Dien-Bien-Phu
  - Citation à l'ordre du régiment (29 janvier 1954)
  - Médaille coloniale avec agrafe « Extrême-Orient » (15 novembre 1953)
  - Médaille commémorative de la campagne d'Indochine (12 août 1953)
  - inscrit sur le mur du souvenir à Fréjus.
  - Concession de la Médaille militaire comportant Croix de guerre des Théâtres d'opérations extérieurs avec palme.
- Le chasseur parachutiste Anne André, du 1er régiment de chasseurs parachutistes : 
  - né le 3 janvier 1929 à Rabodanges
  - domicilié à Soulangy
  - tué au combat le 2 avril 1954 à Dien-Bien-Phu
  - inscrit sur le mur du souvenir à Fréjus.

- Le chasseur parachutiste Jean-Louis Novovitch,  du 1er régiment de chasseurs parachutistes
  - né le 21 août 1933 à Saïda
  - domicilié à Casablanca
  - tué au combat le 7 mai 1954 à Dien-Bien-Phu
  - citation avec attribution de la  Croix de guerre des Théâtres d'opérations extérieurs avec palme.

### 2ebataillon parachutiste de choc
- 1er classe Samson André du 2e bataillon parachutiste de choc : 
  - né le 22 octobre 1928 à Cabourg
  - domicilié à Bretoncelles
  - mort le 24 avril 1950 à Gilang, province de Quang-Gen, dans le sud de l'Annam
  - Concession de la Médaille militaire
  - Croix de guerre des Théâtres d'opérations extérieurs avec palme
  - Médaille coloniale avec agrafe « Extrême-Orient »
  - inscrit sur le mur du souvenir de Fréjus et sur le monument aux morts de Bretoncelles.

### 9erégiment d'infanterie de marine
- caporal/chef Brisset Maurice du 9e R.I.C :
  - né le 10 décembre 1913 à Aube
  - domicilié à Aube
  - décédé au combat le 9 mars 1945 à Hanoï (Tonkin)
  - Croix de guerre 1939-1945 avec étoile d'argent (12 octobre 1946)
  - Médaille militaire (12 avril 1951)
  - Mort pour la France, inscrit sur le monument aux morts d'Aube dans l'Orne.

### 22erégiment d'infanterie coloniale
- Le sergent Chapron Claude du 22e R.I.C : 
  - né le 15 janvier 1925 à Domfront dans l'Orne
  - domicilié à L'Aigle
  - mort le 27 janvier 1947 à Kralanh (Cambodge)
  - Concession de La Médaille militaire (30 août 1947)
  - Croix de guerre des Théâtres d'opérations extérieurs avec palme
  - inscrit sur le mur du souvenir de Fréjus.
- Caporal Marie Henri du 22e R.I.C :
  - né le 21 avril 1925 à Orgéres
  - domicilié à L'Aigle
  - mort le 25 décembre 1949
  - Médaille coloniale avec agrafe « Extrême-Orient »
  - inscrit sur le mur du souvenir de Fréjus.
- Adjudant-chef Jean Trescases du 22e R.I.C
  - né le 5 avril 1916 à Amélie-les-Bains, dans les Pyrénées-Orientales
  - Chevalier de la Légion d'honneur
  - Croix de guerre 1939-1945 avec 1 étoile d'argent
  - Croix de guerre des Théâtres d'opérations extérieurs avec 2 palmes, 1 étoile de vermeil, 1 étoile d'argent et 3 étoiles de bronze
  - Médaille coloniale avec l'agrafe "Extrême-Orient"
  - Médaille commémorative de la campagne d'Indochine
  - Médaille commémorative française des opérations du Moyen-Orient
  - mort le 21 novembre 1951
  - Inscrit sur le mur du souvenir de Fréjus.

### 2ebataillon étranger de parachutistes
- Le légionnaire de 1er classe Bidault Bernard du 2e B.E.P :
  - né le 12 janvier 1924 à Damville (Eure)
  - domicilié à L'Aigle
  - mort le 14 mars 1949 à Raung Veng (Cambodge)
  - Médaille coloniale avec agrafe « Extrême-Orient »
  - inscrit sur le mur du souvenir de Fréjus.

### 2erégiment étranger d'infanterie
- Le lieutenant Philippe Robert du 2e R.E.I :
  - né le 17 juin 1914 à Aube (Orne)
  - domicilié à L'Aigle
  - mort le 10 octobre 1950 dans la région de Dong-Khe (Tonkin)
  - Croix de guerre 1939-1945 avec étoile de bronze et d'argent « citation à l'ordre du régiment puis de la division » le 10 juillet 1946 puis le 9 juin 1947.
  - Insigne des blessés militaires
  - Médaille commémorative de la guerre 1939-1945 barrettes « France » et « Libération »
  - Diplôme de croix d'honneur du mérite franco-britannique
  - Croix du combattant volontaire
  - inscrit sur le mur du souvenir de Fréjus.

### 1errégiment étranger de cavalerie
- Le maréchal des logis Grunhertz René, né le 30 mai 1928 à Welferding (Moselle):
  - mort le 6 mai 1953 en captivité au camp no 3 Au Dinh
  - Médaille militaire à titre militaire
  - Croix de guerre des Théâtres d'opérations extérieurs avec palmes et étoiles
  - Croix du combattant volontaire
  - Médaille coloniale, agrafe « Extrême-Orient »
  - Médaille des blessés
  - inscrit sur le mur du souvenir de Fréjus.

### régiment d'artillerie coloniale du maroc
- Le canonnier Le Gall Paul du R.A.C.M :
  - né le 13 mars 1926 à Savigny (Manche)
  - domicilié à Argentan
  - mort le 12 février 1947 à Hanoï
  - Croix de guerre des Théâtres d'opérations extérieurs avec étoile de vermeil "« corps d'armée » le 31 mai 1947.
  - Médaille militaire (le 28 janvier 1954)
  - inscrit sur le mur du souvenir de Fréjus.

Canonnier d'un courage exemplaire.

### 13edemi-brigade de Légion étrangère
- Caporal Delattre Max, alias Bodin Max de la 13e D.B.L.E :
  - né le 5 juin 1928
  - mort le 10 mai 1954 sur la route entre Dien Bien Phu et un camp de prisonniers
  - Médaille coloniale avec agrafe « Extrême-Orient »
  - Médaille commémorative de la campagne d'Indochine (12 août 1953)
  - Insigne des blessés militaires (une étoile rouge)
  - inscrit sur le mur du souvenir de Fréjus.

### 3erégiment étranger d'infanterie
- Lieutenant André Troussard à la 10e compagnie du 3e R.E.I :
  - né le 25 avril 1920 La Ferté-Vidame (Eure-et-Loir)
  - domicilié à Alençon
  - mort le 28 janvier 1947 (Cochinchine)
  - Légion d'honneur
  - Médaille militaire (28 juin 1945)
  - croix de guerre 1939-1945 avec trois palmes et une étoile de bronze
  - Médaille des évadés (30 juin 1947)
  - inscrit sur le mur du souvenir de Fréjus.
- Sergent infirmier André Leroyer au 3e bataillon du 3e R.E.I :
  - décédé en captivité le 28 mars 1951 au camp no 5 dans la région de Cao-Bang (Tonkin)
  - Médaille militaire à titre posthume le 10 février 1955
  - Croix de guerre 1939-1945 avec étoile de bronze « citation à l'ordre du régiment »
  - Croix de guerre des Théâtres d'opérations extérieurs avec étoile d'argent « citation à l'ordre de la division »
  - Médaille coloniale avec agrafe "extrême-orient"
  - inscrit sur le mur du souvenir de Fréjus et sur le monument aux morts de Larchamp.

### 49erégiment d'infanterie
- Soldat de 2e classe Henri Hamel de la 2e compagnie d'appui du 1er bataillon de marche du 49e R.I :
  - né le 17 février 1927 à Caen (Calvados)
  - domicilié à Alençon
  - mort le 9 avril 1947 à Phu-Kinh dans le secteur de Hue (Annam)
  - inscrit sur le mur du souvenir de Fréjus
- Sergent Jacques Ténette de la 5e Cie du 1er Bataillon de Marche du 49e RI
  - né le 24 novembre 1924 Arches (Vosges)
  - domicilié à Eauze (Gers)
  - mort le 14 mars 1947 à Tourane (Annam)
  - inscrit sur le Mur du Souvenir de Fréjus.

### 7erégiment de tirailleurs algériens
- Le Tirailleur Robert Luçon de la 10e compagnie du 7e R.T.A :
  - né le 3 octobre 1932 à Parigné (Sarthe)
  - domicilié à Cerisy-Belle-Etoile
  - mort le 20 juillet 1954 à Binh-Anh dans le secteur de Tourane (centre du Vietnam)
  - "Appelé à l'activité en mai 1953. volontaire pour terminer son temps légal d'activité en Indochine"
  - Médaille militaire comportant l'attribution de la Croix de guerre des Théâtres d'opérations extérieurs avec palme et étoile de bronze
  - Médaille commémorative de la campagne d'Indochine (1er août 1953)
  - Médaille coloniale avec agrafe "extrême-Orient"
  - inscrit sur le mur du souvenir de Fréjus et sur une plaque dans l'église de Cerisy-Belle-Etoile.

Jeune appelé venu comme volontaire.

### 4e régiment de tirailleurs tunisiens
- Adjudant Jean-Baptiste Guerrero 
  - né le 24 octobre 1918 à Baudens (Oran) Algérie
  - décédé au combat le 1er mars 1952 sur la route de Kompong Chinang à Krakor (Cambodge)

### 10erégiment mixte d'infanterie coloniale
- Sergent Robert Escoffier du 10e R.M.I.C
  - né le 14 octobre 1913 à la Rochelle
  - domicilié à Argentan
  - mort le 9 mars 1945 à Savannakhet (Laos)
  - Médaille militaire comportant la Croix de guerre 1939-1945 avec palme
  - inscrit sur le mur du souvenir de Fréjus une rue porte son nom à Argentan.

Il lutte jusqu'à l'épuisement de ses munitions et se donne la mort plutôt que de tomber aux mains de l'ennemi.

### Guerre de Corée 1950-1953
Le bataillon français de l'ONU est créé le 25 août 1950. Le gouvernement décide d'envoyer un bataillon en Corée. Ce bataillon composé de volontaires est créé au camp d'Auvours dans la Sarthe. Il est confié au colonel Magrin-Verneret dit Monclar. Le 6 novembre 1953 le bataillon est envoyé en Indochine. Un monument lui est dédié au camp d’Auvours près de la salle d’honneur du 2e régiment d'infanterie de marine.

Voici quelques noms de ses soldats morts ci-dessous :
- Sergent-chef Hervé Gendrel du bataillon français de l'ONU :
  - né le 1er mars 1928 à Alger
  - domicilié à Clermont-Ferrand (Puy-Dôme)
  - mort le 11 janvier 1951 à l'hôpital américain de Tagar (Corée)
  - nomination dans l'ordre national de la Légion d'honneur avec l'attribution de la Croix de guerre des Théâtres d'opérations extérieurs avec palme.
  - il est inhumé à Saint-Denis-sur-Sarthon

Chef de groupe plein d'audace réfléchie, grièvement blessé au cours d'une action, est décédé des suites de ses blessures.
- Caporal-chef Rousselet Marcel du bataillon français de l'ONU :
  - né le 10 novembre 1924 à Carrouges (l'Orne)
  - mort le 2 février 1951 à l'hôpital américain de Tagar (Corée)
  - Médaille militaire à titre posthume (9 juillet 1951)
  - Croix de guerre 1939-1945 avec palme (citation à l'ordre de l'armée)
  - ancien du 3e bataillon de Marche du Tchad avec la 2e DB.
  - il est inhumé à Saint-Denis-sur-Sarthon

Chef de pièce réputé pour son courage.
- Sergent André Jardin du bataillon français de l'ONU :
  - né le 10 juillet 1928 à Lorient
  - domicilié à Laval (Mayenne)
  - mort le 21 octobre 1951 à l'hôpital américain de Tagar (Corée)
  - il est inhumé à L'Aigle.

## Sources et bibliographies
- Service départemental de l'Orne, mémorial des Ornais morts en Indochine et en Corée.
- Bureau central des archives administratives militaires (BCAAM) division des archives collectives.
- Office national des anciens combattants et victime de guerre.
- ONAC mémoire et solidarité (Hôtel des Invalides à Paris).